# Герб Редонду
Ге́рб Редо́нду — офіційний символ містечка Редонду, Португалія. Використовується як територіальний герб. У синьому щиті, усіяному золотими бджолами, червона вежа із золотим вікном і брамою. Вона стоїть на чорній основі. Щит увінчує срібна мурована містечкова корона з чотирма вежами.  Під щитом біла стрічка, на якій великими літерами напис португальською: «Redondo» (Редонду).  Офіційно затверджений 2 лютого 1951 року.  

## Галерея

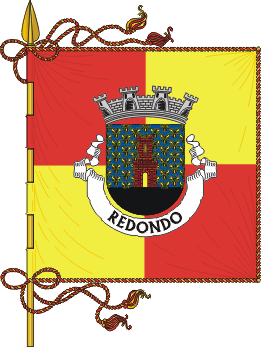
Прапор